# Bańka mydlana

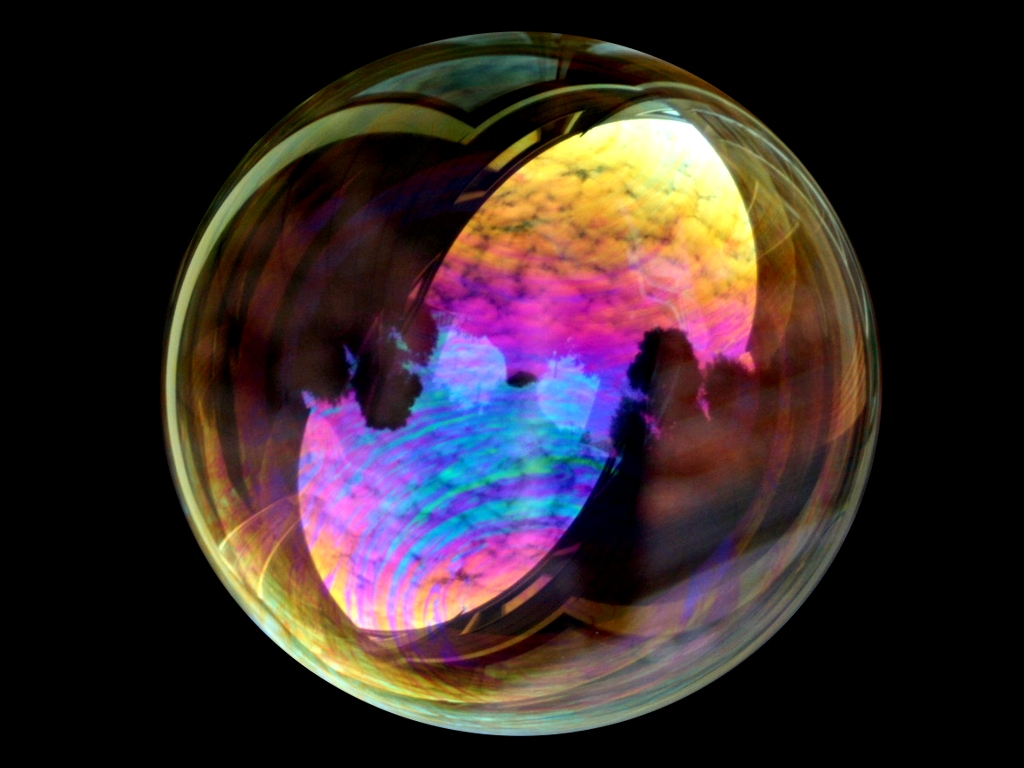
Bańka mydlana z widocznym efektem iryzacji

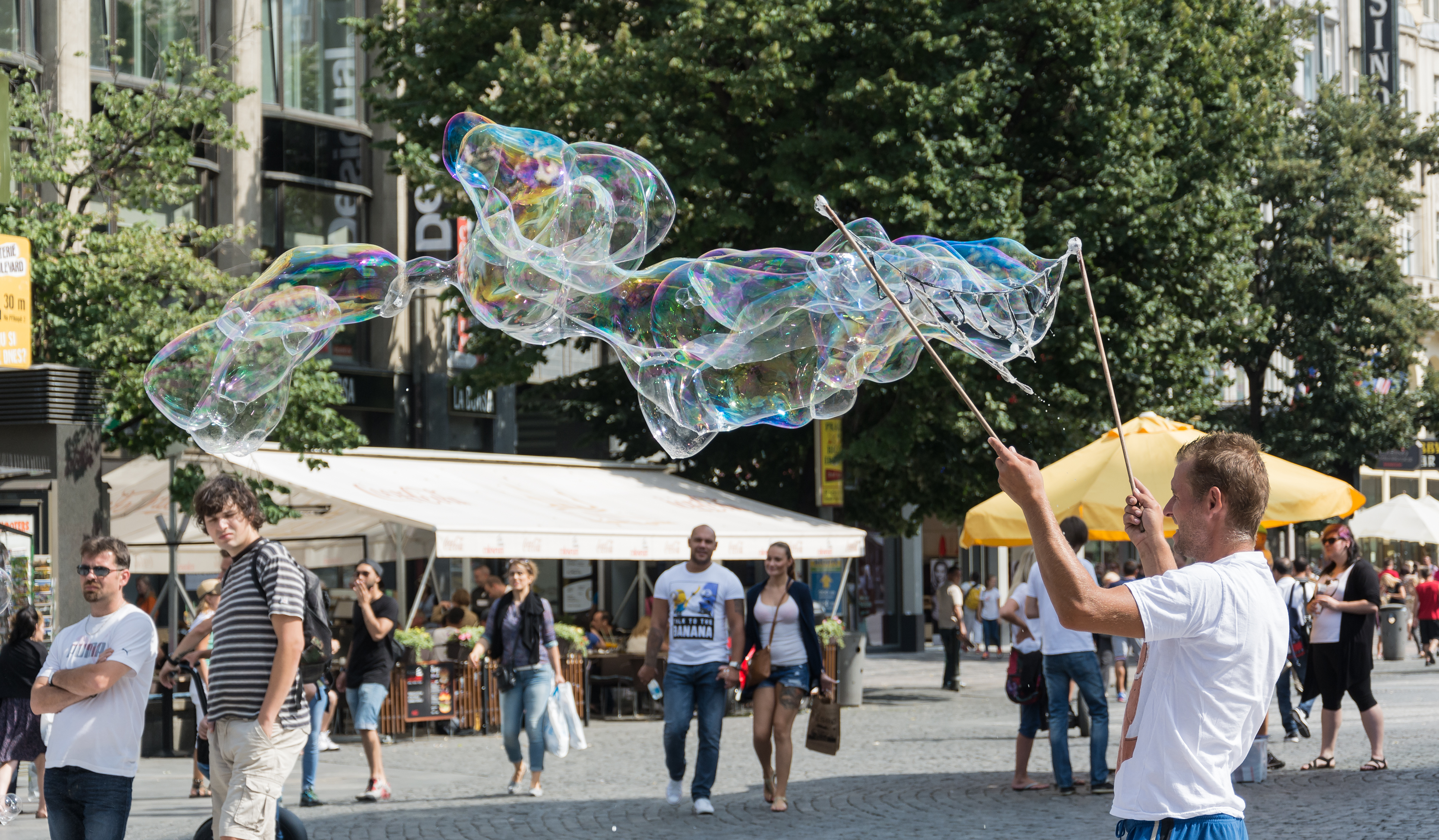
Możliwe jest wytwarzanie baniek znacznej wielkości

Bańka mydlana – zamknięta, zazwyczaj sferyczna błona wypełniona powietrzem lub innym gazem. Powstaje z mieszaniny wody z mydłem lub detergentem (np. płynem do mycia naczyń), czasami z niewielkim dodatkiem gliceryny utrudniającym parowanie wody – przedłużającym żywotność bańki.
Rola mydła polega na zmniejszeniu napięcia powierzchniowego w wodzie, z której robi się bańki. Samo zmniejszenie napięcia powierzchniowego nie wystarczy do zrobienia bańki mydlanej, rola mydła polega również na stworzeniu cienkiej warstwy na powierzchni wody (z obydwu stron) – dzięki temu powstaje cienka (kilka mikrometrów) trójwarstwowa błona, której konstrukcję utrzymuje zmniejszone napięcie powierzchniowe wody. Z formalnego punktu widzenia błona tworząca bańkę jest liotropowym ciekłym kryształem, podobnie jak błona komórkowa.
Tęczowe barwy bańki mydlanej powstają w wyniku zjawiska iryzacji.
Bańki mydlane wykorzystywane są w celach rozrywkowych a nawet artystycznych. Aktualne badania (wykorzystanie dziedziny fizyki) oraz rozwój roztworu, z którego wykonujemy bańki mydlane, pozwolił na stworzenie wersji płynu niwelującego nadmierne pękanie baniek. Połączenie detergentu znajdującego się w każdym płynie do naczyń wraz z odpowiednią proporcją sody, gumy guar i wspomnianej wyżej gliceryny w jednym procesie mieszania pozwala na utrzymanie stabilnej formy bańki, która do pewnego stopnia wytrzymuje podmuchy wiatru, opady deszczu czy nawet odbijanie od gumowej rękawiczki.